# Петриашвили, Гено
Гено Петриашвили (груз. გენო პეტრიაშვილი, род. 1 апреля 1994, Гори) — грузинский борец вольного стиля, Олимпийский чемпион 2024 года, трёхкратный чемпион мира, двукратный чемпион Европы, призёр чемпионатов мира, Европы, Европейских и Олимпийских игр.

## Биография
Гено Петриашвили родился в 1994 году в городе Гори в семье предпринимателя Спартака Петриашвили. 19 августа 2005 года, в возрасте 11 лет, он был похищен двумя неизвестными в селе Нули в спорном Цхинвальском регионе Грузии. В ходе расследования МВД Грузии обвинило российских миротворцев в прикрытии преступников из-за того, что они помешали погоне грузинских полицейских. Гено был освобождён правоохранительными органами через три месяца, 25 ноября.
В 2013 году завоевал бронзовые медали чемпионатов мира и Европы. В 2015 году стал бронзовым призёром Европейских игр и чемпионата мира. В 2016 году стал чемпионом Европы. На Олимпиаде Рио-де-Жанейро в 2016 году завоевал бронзовую медаль. В 2017 году стал чемпионом мира в Париже. На чемпионате мира в Будапеште в 2018 году Гено второй год подряд сумел завоевать титул чемпиона мира, победив в финальной схватке китайского борца Дэн Чживэя.
В 2019 году на чемпионате Европы в Бухаресте Гено завоевал серебряную медаль уступив турецкому чемпиону Тахе Акгюлю.
На предолимпийском чемпионате планеты в Казахстане в 2019 году в весовой категории до 125 кг, Гено завоевал золотую медаль, став чемпионом, и получил олимпийскую лицензию для своего национального Олимпийского комитета.
В феврале 2020 года на чемпионате континента в итальянской столице, в весовой категории до 125 кг Гено в схватке за чемпионский титул победил спортсмена из Польши Роберта Барана и завоевал золотую медаль европейского первенства.
На чемпионате мира 2021 года, который проходил в Осло, стал серебряным призёром чемпионата мира в весовой категории до 125 кг. В финале уступил иранскому борцу Амиру Хоссейну Заре.
В 2022 году на чемпионате мира в Белграде завоевал бронзовую медаль.
В сентябре 2023 года на чемпионате мира в Белграде завоевал серебряную медаль.
На Олимпийских играх 2024 года в Париже завоевал золотую медаль, одолев в финальной схватке иранского борца Амира Хоссейна Заре. 

## Награды
- Орден Победы имени Святого Георгия (2024 год)[5]